# GJ 3323
GJ 3323 – gwiazda w gwiazdozbiorze Erydanu, położona w odległości 17,5 lat świetlnych od Słońca. Jest bliska Układowi Słonecznemu, ma układ planetarny.

## Charakterystyka
Jej jasność wizualna to 12,2m, jest zatem bardzo słaba i można ją dostrzec dopiero po uzbrojeniu oka w lornetkę lub teleskop.
GJ 3323 to czerwony karzeł, gwiazda ciągu głównego należąca do typu widmowego M4. Ma temperaturę około 3160 K i promień ok. 12% promienia Słońca, a jego masa to około 16% masy Słońca.

## Układ planetarny
Gwiazdę okrążają dwie planety odkryte w 2017 roku. Mają one masy 2,02 i 2,31 razy większe od Ziemi, zatem zapewne należą do typu superziemi.